# Oecetis immobilis
Oecetis immobilis là một loài Trichoptera trong họ Leptoceridae. Chúng phân bố ở miền Tân bắc.